# The Salt Path
Pour plus de détails, voir Fiche technique et Distribution.
The Salt Path est un film britannique réalisé par Marianne Elliott et sorti en 2024. Il s'agit d'une adaptation de l'autobiographie du même nom de Raynor Winn (en).
Le film est présenté au festival international du film de Toronto 2024.

## Synopsis
Alors qu'ils pensaient passer leur retraite tranquillement, Raynor Winn et son mari Moth découvrent la maladie neurodégénérative de ce dernier, qui est à un stade très avancé. Après des problèmes juridiques, ils se retrouvent par ailleurs à la rue. Ils décident alors d'emprunter le South West Coast Path (en), plus long sentier de grande randonnée d'Angleterre. Long de 1 014 km, il relie de manière ininterrompue Minehead (Somerset) à Poole (Dorset),.

## Fiche technique
Sauf indication contraire, les informations mentionnées dans cette section peuvent être confirmées par la base de données cinématographiques IMDb,  présente dans la section « Liens externes ».
- Titre original : The Salt Path
- Réalisation : Marianne Elliott
- Scénario : Rebecca Lenkiewicz, d'après les mémoires The Salt Path de Raynor Winn
- Musique : Chris Roe
- Décors : Christina Moore
- Costumes : Matthew Price
- Photographie : Hélène Louvart
- Montage : Gareth C. Scales et Lucia Zucchetti
- Production : Peter Hampden, Kristin Irving, Elizabeth Karlsen, Beatriz Levin, Lloyd Levin, Norman Merry, Thorsten Schumacher et Stephen Woolley

Producteurs délégués : Chris Harper, Caroline Levy et Nicholas Sidi
- Sociétés de production : Number 9 Films, Elliott and Harper Productions, BBC Film, LipSync Productions, Shadowplay Features et Rocket Science
- Sociétés de distribution : Black Bear UK (Royaume-Uni), The Searchers (Belgique)
- Budget : N/A
- Pays de production :  Royaume-Uni
- Langue originale : anglais
- Format : couleur
- Genre : drame biographique
- Durée : 115 minutes
- Dates de sortie[3] :
  - Canada : 5 septembre 2024 (festival de Toronto)

## Distribution
- Gillian Anderson : Raynor Winn (en)
- Jason Isaacs : Moth Winn
- James Lance : Grant
- Hermione Norris : Polly
- Marianne Elliott

## Production

### Genèse et développement
En 2023, Gillian Anderson et Jason Isaacs sont annoncés dans les rôles principaux d'une adaptation de l'autobiographie The Salt Path de Raynor Winn (en). Marianne Elliott, metteuse en scène de théâtre, est annoncée à la réalisation. Il s'agit de son premier long métrage. Le scénario est écrit par Rebecca Lenkiewicz. La production est assurée par Elizabeth Karlsen, Stephen Woolley, Lloyd Levin et Beatriz Levinn, avec notamment BBC Film, Lipsync Productions et Black Bear Pictures pour la distribution,. En juillet 2023, James Lance et Hermione Norris rejoignent le film.

### Tournage

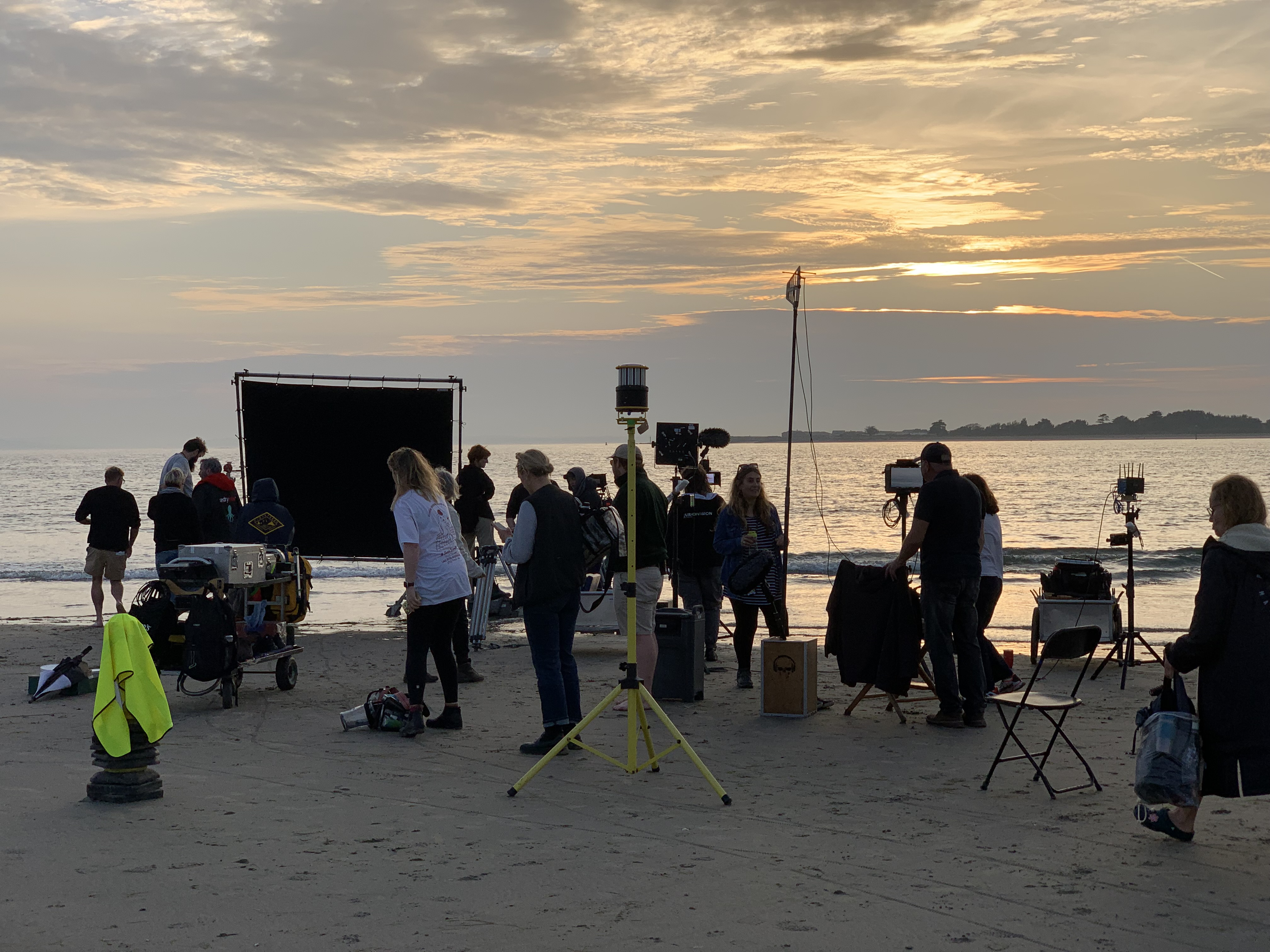
Tournage du film à West Wittering

Le tournage se déroule en juin 2023, au pays de Galles notamment à Chepstow dans le Monmouthshire, ainsi qu'à Aust dans Gloucestershire en Angleterre. Les prises de vues ont également lieu dans le Somerset en juillet 2023, notamment à Minehead, ainsi qu'à Hartland Quay dans le Devon et West Wittering dans le Sussex de l'Ouest.

## Sortie
En juillet 2024, il est annoncé que le film sera présenté en avant-première au festival international du film de Toronto 2024 en Special Presentation,.